# Liste von Zwischenfällen bei Sabena
Die Liste von Zwischenfällen bei Sabena zeigt eine Übersicht über die Zwischenfälle mit Todesfolge oder Totalschaden von Flugzeugen bei der belgischen Fluggesellschaft Sabena.
Von 1929 bis zum Ende des Zweiten Weltkriegs gab es bei Sabena 14 Totalschäden mit 59 Todesopfern, davon allerdings vier Flugzeugverluste aufgrund von Kriegsereignissen. Sie sind in Auszügen dargestellt.

Sabena hatte von 1945 bis zur Betriebseinstellung 2001 insgesamt 25 Totalverluste zu verzeichnen, davon 17 mit insgesamt 459 Todesopfern. Dieser Teil der Liste ist vollständig.

## Unfälle

### 1930er-Jahre
- Am 10. Dezember 1935 stürzte eine Savoia-Marchetti SM.73 der Sabena (Luftfahrzeugkennzeichen OO-AGN) nahe Tatsfield (Surrey) ab. Das Flugzeug befand sich auf dem Weg von Brüssel nach London, als der Kapitän bei schlechtem Wetter die Kontrolle über die Maschine verlor. Alle elf Insassen starben.[2]

- Am 26. Januar 1937 stürzte eine Sabca Savoia-Marchetti SM.73P der Sabena (OO-AGR) im Landeanflug auf den Flughafen Oran Es Sénia (Algerien) ab. Die Maschine war auf dem Rückflug aus Belgisch-Kongo nach Belgien. Augenzeugen berichteten, dass das Flugzeug in einer Höhe von ungefähr 1000 Metern plötzlich in einen Sturzflug überging. Der finale Grund wurde nicht gefunden, Wetterbedingungen und Triebwerksprobleme wurden aber ausgeschlossen. Alle zwölf Insassen kamen ums Leben.[3]

- Am 16. November 1937 verunglückte eine Junkers Ju 52/3m der Sabena (OO-AUB) während einer außerplanmäßigen Zwischenlandung auf dem Flughafen Steene, in der Nähe von Ostende (Belgien). Die Maschine kollidierte bei schlechten Sichtverhältnissen mit einem Fabrikschornstein. Beim Controlled flight into terrain (CFIT) kamen alle elf Insassen ums Leben, darunter der deutsche Segelflugpionier und Propeller-Konstrukteur Arthur Martens und fast die gesamte Familie des früheren Erbgroßherzogs Georg Donatus von Hessen-Darmstadt (siehe auch Flugunfall von Ostende).[4]

- Am 10. Oktober 1938 brach bei Soest eine Sabca Savoia-Marchetti SM.73P der Sabena (OO-AGT) im Flug auseinander. Alle 20 Insassen starben (siehe auch Flugzeugabsturz bei Soest).[5]

- Am 14. März 1939 stürzte eine Junkers Ju 52/3mge der Sabena (OO-AUA) auf einem Frachtflug nahe dem Flughafen Haren (Brüssel) ab. Das Flugzeug kam aus London und sollte eine planmäßige Landung am Brüsseler Flughafen durchführen. Das Flugzeug überflog den Flughafen allerdings auf einer geschätzten Höhe von 50 bis 60 Metern. Anschließend sank es auf 10 bis 20 Meter Höhe, bevor es durchstartete. Kurz danach stürzte das Flugzeug auf ein Feld. Alle drei Insassen kamen ums Leben.[6]

### 1940er-Jahre
- Am 23. Mai 1940 wurde eine Sabca Savoia-Marchetti SM.73P der Sabena (OO-AGS) von deutschem Bodenfeuer während des Zweiten Weltkrieges nahe Arques (Pas-de-Calais) (Frankreich) abgeschossen. Das Flugzeug wurde im Auftrag der 271. Fliegerstaffel der Royal Air Force betrieben. Von den drei Insassen kamen zwei ums Leben.[7]

- Ebenfalls am 23. Mai 1940 wurde eine Douglas DC-3-227B der Sabena (OO-AUI) von Flugabwehrgeschossen getroffen. Die Piloten machten eine Notlandung nahe Arques (Pas-de-Calais). Das Flugzeug war im Auftrag der britischen Royal Air Force (RAF) auf dem Weg von Merville nach London. Der Navigator kam ums Leben. Die beiden anderen Crewmitglieder und die Passagiere wurden gefangen genommen.[8]

- Am 1. Januar 1943 verunglückte eine Junkers Ju 52/3m der Sabena (OO-AUG) 128 Kilometer vom Flughafen Bangui (Französisch-Äquatorialafrika) entfernt. Nähere Einzelheiten sind derzeit nicht verfügbar. Alle Insassen, Besatzungsmitglieder und Passagiere, überlebten den Unfall. Das Flugzeug wurde irreparabel beschädigt.[9]

- Am 25. März 1944 verunglückte eine Junkers Ju 52/3m der Sabena (OO-AGU) bei Costermansville (Kongo-Freistaat). Das Flugzeug wurde irreparabel beschädigt. Nähere Einzelheiten sind derzeit nicht verfügbar. Über Personenschäden ist nichts bekannt.[10]

- Am 3. April 1944 verunglückte eine Junkers Ju 52/3m der Sabena (OO-AUF) in der Nähe von Mongena (Kongo-Freistaat). Nähere Einzelheiten sind derzeit nicht verfügbar. Das Flugzeug wurde irreparabel beschädigt. Über Personenschäden ist nichts bekannt.[11]

- Am 14. Dezember 1945 musste mit einer Lockheed C-60A-1-LO Lodestar der Sabena (OO-CAK) nahe Kouandé (Kolonie Dahomey) eine Notlandung in offenem Gelände durchgeführt werden. Das Flugzeug fing Feuer und wurde zerstört. Alle Insassen, Besatzungsmitglieder und Passagiere, überlebten den Unfall.[12]

- Am 22. Juli 1946 ging einer Douglas DC-3/C-47A-50-DL der Sabena (OO-CBH) bei Kinvara (Irland) der Treibstoff aus. Die Maschine befand sich auf einem Überführungsflug, als eine Notlandung erforderlich wurde. Das Flugzeug wurde irreparabel beschädigt. Alle Insassen überlebten den Unfall.[13]

- Am 16. August 1946 verunglückte eine Lockheed 14-H2 Super Electra der Sabena (OO-CAG) auf dem Flughafen N’Dolo (Belgisch Kongo) und wurde irreparabel beschädigt. Nähere Einzelheiten sind derzeit nicht verfügbar. Über Personenschäden ist nichts bekannt.[14]

- Am 17. September 1946 stürzte eine Douglas DC-3/C-47-DL der Sabena (OO-AUR) beim Start vom Flughafen Haren (Brüssel) in Hangars am Flughafen. Als wahrscheinliche Unfallursache wurde ein Geschwindigkeitsverlust angegeben. Von den sieben Insassen kam einer, ein Crewmitglied, ums Leben.[15]

- Am 18. September 1946, nur einen Tag später, kollidierte eine vom Flughafen Shannon kommende Douglas DC-4-1009 der Sabena (OO-CBG) im Landeanflug auf den Flughafen Gander (Kanada) mit Bäumen und stürzte bei Dead Wolf Brook ab, volle 38 Kilometer südwestlich des Zielflughafens. Berichten zufolge wollte der Kapitän einen Sichtanflug durchführen und dafür unter die Wolkendecke sinken. Da sich diese nur knapp oberhalb des Bodens befand, kollidierte das Flugzeug mit Bäumen und brach auseinander. Von den 44 Insassen kamen 27 ums Leben, sechs Crewmitglieder und 21 Passagiere. Die Toten bleiben vor Ort, neben den Überresten des Flugzeugwracks begraben.[16][17][18]

- Am 7. Januar 1947 wurde eine Douglas DC-3/C-47A-10-DK der Sabena (OO-CBO) auf dem Flugplatz von Costermansville (heute Bukavu) (Belgisch Kongo) irreparabel beschädigt. Alle Insassen überlebten den Totalschaden.[19]

- Am 24. Dezember 1947 stürzte eine Lockheed C-60A-5-LO Lodestar der Sabena (OO-CAR) kurz nach dem Start vom Flughafen in Mitwaba (Belgisch-Kongo) kopfüber ab. Zuvor hatte die Besatzung die Kontrolle über das Flugzeug aufgrund von Triebwerksproblemen verloren. Alle fünf Insassen starben.[20]

- Am 2. März 1948 verunglückte eine Douglas DC-3C der Sabena (OO-AWH) nach einem Ground Controlled Approach am Flughafen London Heathrow. Während des Unfalls herrschte eine Sichtweite von nur ungefähr 180 Metern. Von den 22 Insassen kamen 20 ums Leben, alle drei Crewmitglieder und 17 Passagiere.[21]

- Am 12. Mai 1948 (in manchen Quellen 13. Mai) geriet eine Douglas DC-4 der Sabena (OO-CBE) auf einem Inlandsflug von Leopoldville nach Libenge im Kongo in einen Tornado und stürzte in ein Waldgebiet. Von den 32 Insassen kamen 31 ums Leben (siehe auch Flugunfall der Sabena bei Magazini).[22][23]

- Am 31. August 1948 stürzte eine Douglas DC-3/C-47A-10-DK der Sabena (OO-CBL) nahe Kimbwe (Belgisch-Kongo) ab und zerbrach. Das Flugzeug war auf dem Weg von Manono nach Elizabethville (beides Belgisch-Kongo). Alle 13 Insassen starben.[24]

- Am 27. August 1949 stürzte eine Douglas DC-3/C-47B-5-DK der Sabena (OO-CBK) kurz nach dem Start vom Flughafen Léopoldville-Ndjili (Belgisch-Kongo) ab. Das Flugzeug erreichte nach dem Start nicht die erforderliche Steigleistung. Von den 20 Insassen kamen fünf ums Leben, alle drei Crewmitglieder und zwei Passagiere. Als Ursachen wurden entweder Wasser in den Treibstofftanks oder ungewöhnlich starke Bleiablagerungen an den Zündkerzen angenommen (siehe auch Flugunfall der Sabena bei Léopoldville).[25][26][27]

- Am 18. Dezember 1949 stürzte eine Douglas DC-3/C-47A-60-DL der Sabena (OO-AUQ) kurz nach dem Start vom Flughafen Paris-Le Bourget vier Kilometer südöstlich davon nahe Aulnay-sous-Bois ab, nachdem die rechte Tragfläche abgebrochen war. Alle acht Insassen starben.[28][29]

### 1950er-Jahre
- Am 24. Juli 1951 kam es bei einer Douglas DC-3-455 der Sabena (OO-CBA) während des Starts vom Flughafen Gao, Mali, zu einem Triebwerksausfall und Motorbrand. Während einer Rückkehrkurve in niedrigster Höhe berührte eine Tragflächenspitze den Boden, woraufhin es zum Aufschlag und Feuer kam. Durch ins Cockpit spritzende Hydraulikflüssigkeit war die Flugzeugführung zusätzlich erschwert gewesen. Alle drei Crewmitglieder des Frachtfluges starben, das Flugzeug wurde zerstört (siehe auch Flugunfall der Sabena bei Gao).[30]

- Am 4. Februar 1952 stürzte eine Douglas DC-3/C-47A-25-DK der Sabena (OO-CBN) nahe Kikwit (Belgisch-Kongo) ab, nachdem sich einer der Propeller zerlegt hatte und Trümmerteile davon Steuerseile durchtrennt hatten. In der Folge hatte die Besatzung die Kontrolle über die Maschine verloren. Das Flugzeug befand sich auf dem Weg von Costermansville nach Léopoldville (beides Belgisch-Kongo). Alle 16 Insassen starben (siehe auch Sabena-Flug 425).[31][32]

- Am 14. Oktober 1953 um 15:20 Uhr stürzte eine Convair CV-240 der Sabena (OO-AWQ) nach dem Start von Frankfurt Rhein-Main mit Ziel Brüssel nahe Kelsterbach ab; die vier Besatzungsmitglieder und alle 40 Passagiere kamen ums Leben, darunter der österreichische Diplomat Georg Albert von und zu Franckenstein. Es war der schwerste Unfall einer Convair CV-240, gemessen an der Anzahl der Todesopfer. Beim Start ließ die Motorleistung nach und die Maschine konnte nicht mehr gesteuert werden. Vermutet wurden Blei-Ablagerungen auf den Zündkerzen bzw. zu lange Wartungsintervalle (siehe auch Flugunfall der Sabena bei Kelsterbach).[33]

- Am 19. Dezember 1953, nur zwei Monate später, wurde eine weitere Convair CV-240 der Sabena (OO-AWO) im Anflug auf den Flughafen Zürich (Schweiz) 2,5 Kilometer vor der Landebahn 16 in den Boden geflogen. Bei dem Nachtanflug in schlechtem Wetter waren die Piloten weit unter den Gleitpfad geflogen. Bei diesem CFIT (Controlled flight into terrain) wurde ein Passagier getötet, die anderen 39 sowie alle drei Besatzungsmitglieder überlebten.[34]

- Am 3. Juni 1954 wurde eine Douglas DC-3/C-47-A-1-DK der Sabena (OO-CBY), mit der ein Tiertransport vom englischen Blackbushe Airport nach Belgrad durchgeführt wurde, beim Passieren der österreichisch-jugoslawischen Grenze bei Maribor ohne Vorwarnung von einem sowjetischen Jagdflugzeug des Typs MiG-15 beschossen. Dabei starb der Funker, zwei weitere Besatzungsmitglieder wurden verletzt. Der unverletzt gebliebene britische Erste Offizier, ein ehemaliger Kampfpilot der Royal Air Force, übernahm daraufhin die Kontrolle über die Maschine und flog Ausweichmanöver. Es gelang eine Notlandung auf dem Flughafen Graz. Ermittlungen ergaben, dass die Maschine außerhalb von jeglichen Flugverbotszonen unterwegs war, als sich der Beschuss ereignete. Die sowjetische Seite bestritt dies (siehe auch Beschuss einer Douglas DC-3 der Sabena bei Maribor).[35]

- Am 13. Februar 1955 wurde eine Douglas DC-6 der Sabena (OO-SDB) auf dem Weg von Brüssel nach Leopoldville (Belgisch-Kongo) über Rom-Ciampino 96 Kilometer nordöstlich von diesem Flughafen in 1700 Meter Höhe in den Berg Monte Terminillo geflogen. Die Besatzung hatte teilweise die Orientierung verloren und war weit vom Kurs abgekommen. Alle 29 Insassen wurden getötet.[36]

- Am 18. Mai 1958 stürzte eine Douglas DC-7C der Sabena (OO-SFA) beim Versuch einer Notlandung auf dem Flughafen von Casablanca ab; von den 65 Insassen wurden 61 getötet. Die Maschine befand sich auf dem Flug von Lissabon nach Léopoldville.[37]

### 1960er-Jahre
- Am 15. Februar 1961 stürzte eine Boeing 707 der Sabena (OO-SJB) auf der Strecke New York–Brüssel beim Landeanflug ab. Alle 72 Insassen und eine Person am Boden kamen ums Leben. Unter den Passagieren war das gesamte US-amerikanische Eiskunstlaufnationalteam, das sich auf der Reise zur Weltmeisterschaft nach Prag befand (siehe auch Sabena-Flug 548).[38]

- Am 15. September 1961 wurde eine Douglas DC-4-1009 der Sabena (OO-ADN), betrieben für die kongolesische Air Katanga, auf dem Elisabethville Airport (Kongo-Léopoldville) durch ein katangisches Kampfflugzeug des Typs Fouga Magister bombardiert und mit einer 100-pounds-Bombe zerstört. Über Personenschäden ist nichts bekannt.[39]

- Am 4. März 1962 gewann eine Douglas DC-7C der britischen Caledonian Airways (G-ARUD) nach dem Start vom Flughafen Douala (Kamerun) kaum an Höhe. Die Maschine streifte zwei Kilometer hinter dem Startbahnende mehrere Bäume, schlug in einem Sumpfgebiet auf und brannte aus. Bei dem Unfall kamen alle 111 Insassen ums Leben (10 Besatzungsmitglieder und 101 Passagiere). In der Geschichte der DC-7 war dies der Unfall mit den meisten Todesopfern. Der Absturz wurde vermutlich durch ein aufgrund eines mechanischen Defekts blockiertes Höhenruder verursacht. Die 5 Jahre alte Maschine war seit dem 24. November 1961 von der Sabena gemietet, bei der sie das Kennzeichen OO-SFD getragen hatte (siehe auch Caledonian-Airways-Flug 153).[40][41]

- Am 13. Juli 1968 stürzte eine Frachtmaschine des Typs Boeing 707-329C der Sabena (OO-SJK) auf dem Flug von Brüssel beim Landeanflug auf den Flughafen Lagos 14 Kilometer nördlich davon ab. Alle sieben Insassen wurden getötet.[42]

### 1970er-Jahre

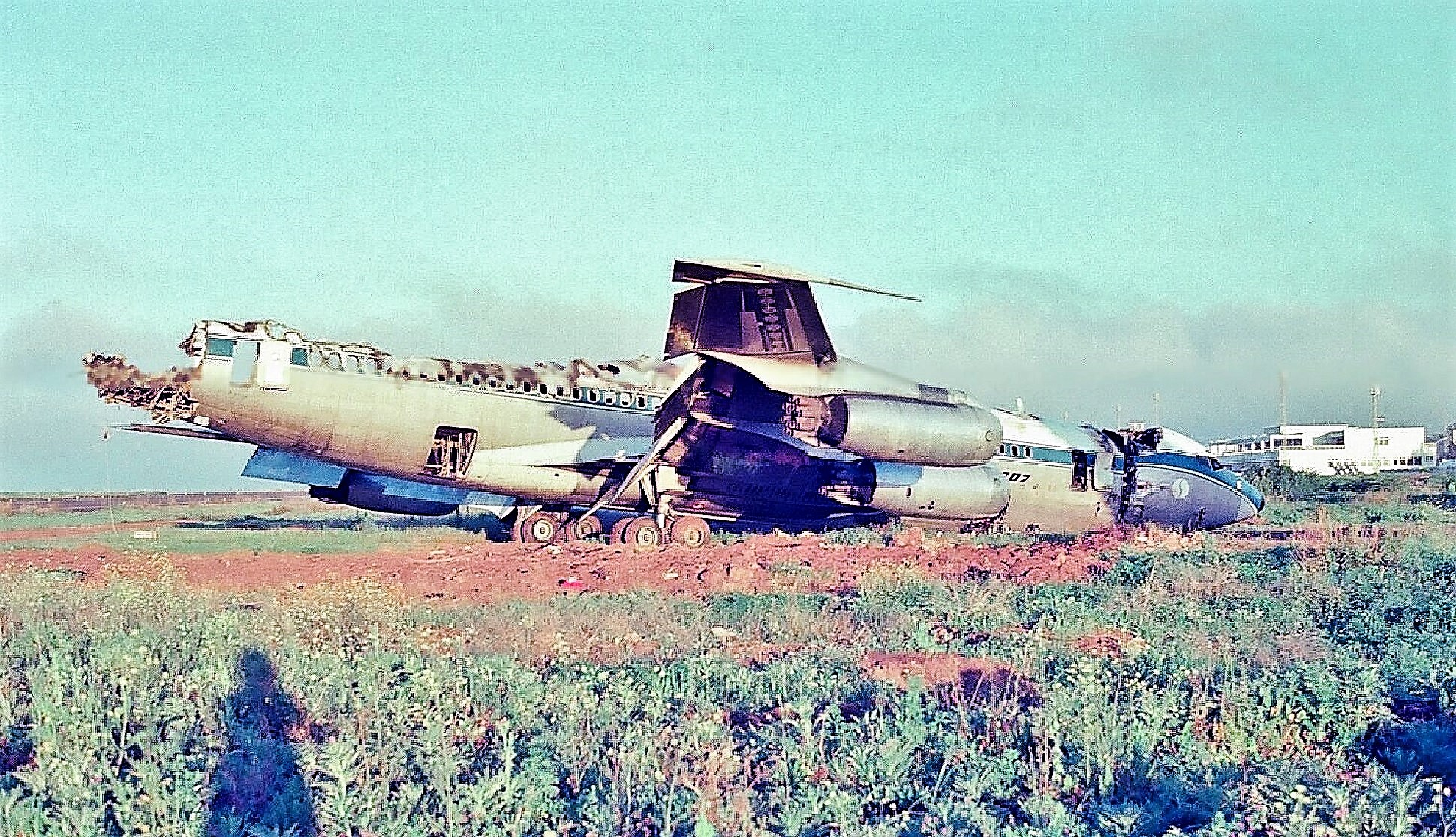
Die im Februar 1978 auf Teneriffa verunglückte Boeing 707 der Sabena

- Am 9. Mai 1970 kollidierte eine Douglas DC-3C (OO-AUX) der belgischen Delta Air Transport, betrieben von Sabena, beim Rollen auf dem Flughafen Amsterdam-Schiphol (Niederlande) mit einem Stromaggregat. Der Erste Offizier hatte die Bremsen gelöst, obwohl noch kein Freizeichen vom Bodenpersonal zu sehen gewesen war. Aufgrund der Schadenshöhe wurde das Flugzeug als Totalverlust abgeschrieben.[43]

- Am 15. Februar 1978 setzte eine Boeing 707 der Sabena (OO-SJE) auf dem Flughafen Teneriffa-Los Rodeos vor der Landebahn auf, wobei das Bugfahrwerk kollabierte und das Flugzeug rund 1000 m über die Bahn rutschte, bis es seitlich davon abkam. Drei der 196 Insassen erlitten leichtere Verletzungen. Die Maschine brannte aus.[44][45]

- Am 4. April 1978 wurde eine Boeing 737-229C der Sabena (OO-SDH) nach mehreren Platzrunden auf dem Flughafen Charleroi (Belgien) von einem Vogelschwarm getroffen. Der Trainingskapitän versuchte, den begonnenen Start fortzusetzen, brach ihn dann aber doch ab. Die verbliebene Landebahnlänge war viel zu kurz, so dass die Maschine das Bahnende überrollte, die Localizer-Antennen demolierte und ins Rutschen geriet. Das rechte Hauptfahrwerk brach ab, Triebwerk Nr. 2 riss ab und das Flugzeug kam erst 300 Meter hinter dem Landebahnende zum Stillstand. Dort brannte es aus. Alle 3 Piloten, die einzigen Insassen auf dem Trainingsflug, überlebten den Unfall.[46]

### 1980er-Jahre
- Am 11. Mai 1980 geriet eine Boeing 707-329C der Sabena (OO-SJH), betrieben für die zairische Zaire International Cargo Air System – ZICAS, im kurzen Endanflug auf den Flughafen Douala (Kamerun) in eine Windscherung. Dies führte zu einer sehr harten Landung, bei der das Fahrwerk zusammenbrach. Daraufhin zerbrach die linke Tragfläche und die Triebwerke Nr. 1 und 2 (links außen und innen) rissen ab. Das Flugzeug wurde irreparabel beschädigt. Alle drei Besatzungsmitglieder, die einzigen Insassen auf dem Frachtflug, überlebten den Unfall.[47]

## Entführungen und Anschläge
Bei einer Flugzeugentführung kam ein Passagier ums Leben: Am 8. Mai 1972 wurde eine Boeing 707 der Sabena (OO-SJG) mit 101 Insassen auf dem Flug von Wien nach Tel Aviv von Terroristen des Schwarzen Septembers entführt, die durch ihre Tat Gefängnisinsassen freipressen wollten. Bei der militärischen Befreiungsaktion wenige Stunden später auf dem Flughafen Tel Aviv kamen zwei der vier Entführer und eine Passagierin ums Leben (siehe auch Sabena Flug 571).